# بی‌ای‌پی ماریاتگوی (اف‌ام-۵۴)
بی‌ای‌پی ماریاتگوی (اف‌ام-۵۴) (به انگلیسی: BAP Mariátegui (FM-54)) یک کشتی بود که طول آن 113.2 m overall بود. این کشتی در سال ۱۹۸۴ ساخته شد.